# Trypauchen
A Trypauchen a csontos halak (Osteichthyes) főosztályának sugarasúszójú halak (Actinopterygii) osztályába, ezen belül a sügéralakúak (Perciformes) rendjébe, a gébfélék (Gobiidae) családjába és az Amblyopinae alcsaládjába tartozó nem.

## Előfordulásuk
A Trypauchen-fajok előfordulási területe a Csendes-óceán nyugati részén, valamint az Indiai-óceánban és a Dél-kínai-tengerben van. A következő országok part menti vizeiben is megtalálhatóak a Trypauchen-fajok: India, Malajzia, Kína és a Fülöp-szigetek. Újabban a Dél-afrikai Köztársaság és Új-Kaledónia vizeiben is észrevették.

## Megjelenésük
E halak hossza fajtól függően 12,4-22 centiméter között van.

## Életmódjuk
Trópusi, fenéklakó gébfélék, amelyek sós- és brakkvízben is megélnek. Azokat a helyeket válasszák élőhelyül, ahol búvóhelyül szolgáló lyukakat tudnak fúrni maguknak.

## Szaporodásuk
Szaporodási szokásaik eddig még ismeretlenek.

## Rendszerezés
A nembe az alábbi 2 faj tartozik:
- Trypauchen pelaeos Murdy, 2006
- Trypauchen vagina (Bloch & Schneider, 1801) - típusfaj